# Smějící se policajt
Smějící se policajt, anglicky The Laughing Policeman (s podtitulem An Investigation of Murder),  je americký kriminální film z roku 1973, režisérem filmu byl Stuart Rosenberg a hlavní roli ztvárnil Walter Matthau. Předlohou filmu byl román švédské autorské dvojice Maj Sjöwallová – Per Wahlöö, který česky vyšel pod názvem Noční autobus (čtvrtý z deseti tzv. Románů o zločinu), ale švédský originál Den skrattande polisen znamená rovněž Smějící se policajt. Oproti knižní předloze však byl děj filmu pozměněn a přenesen ze Stockholmu do San Francisca, také jména hlavních postav byla upravena, např. Martin Beck je ve filmu seržant Jake Martin.

## Děj
Cestující jednoho městského autobusu byli postříleni, mezi zavražděnými byl i policista Dave Evans (v knize Åke Stenström). Evans, mimo službu a ve svém volném čase, sledoval muže, který se jmenoval Gus Niles, aby získal nové informace o obchodníkovi, který se jmenuje Henry Camarero, o kterém byl přesvědčen, že před několika lety zavraždil svou ženu (Teresa Camarero).
Evansův zkušený kolega, detektiv seržant Jake Martin před časem tuto vraždu vyšetřoval a považuje za své selhání, že se mu nepodařilo shromáždit dostatek důkazů, aby mohl být Camarero obviněn z vraždy. Jake Martin se ujímá vyšetřování masakru v autobusu a současně se tím vrací i k vyšetřování staré vraždy, protože to byl právě Niles, který tehdy Camarerovi poskytl alibi. A Gus Niles byl také zabit v autobusu, spolu s Evansem a dalšími cestujícími.
Do dvojice s mrzutým Jake Martinem je přidělen nadšený, ale impulzivní inspektor Leo Larsen (tj. v knize Gunvald Larsson). Společně se pustili do zkoumání Evansových poznámek k případu, dalších stop a výslechu svědků a podezřelých. Rozhodnou se ignorovat pokyny svého nekompetentního nadřízeného (Lt. Nat Steiner), hledají a najdou Henry Camarera, což nakonec vede k honičce ulicemi San Francisca a konfrontaci na palubě dalšího autobusu.

## Obsazení
| Walter Matthau     | Sgt. Jake Martin (tj. Martin Beck v románové předloze)     |
| Bruce Dern         | Insp. Leo Larsen (tj. Gunvald Larsson v románové předloze) |
| Louis Gossett, Jr. | Insp. James Larrimore                                      |
| Anthony Zerbe      | Lt. Nat Steiner                                            |
| Albert Paulsen     | Henry Camerero                                             |
| Val Avery          | Insp. John Pappas                                          |
| Paul Koslo         | Duane Haygood                                              |
| Cathy Lee Crosby   | Kay Butler                                                 |
| Joanna Cassidy     | Monica                                                     |
| Gregory Sierra     | Ken Vickery                                                |

## Recenze
Roger Ebert v novinách Chicago Sun-Times napsal: Smějící se policajt je zatraceně dobrý policejní film: napínavý, plný lakonických hereckých výkonů. Poskytuje nám zvláštní potěšení z postupného odhalování složitého případu ... Režisérem je Stuart Rosenberg a znamená to návrat svého druhu... Ve filmu Smějící se policajt vezme složitou zápletku a dějem nás vede tryskem; respektuje naši inteligenci a neobtěžuje diváky tím, že by do filmu umístil mnoho scén, kde by vše bylo (zbytečně) vysvětleno. Jak skvěle všechny kusy skládačky do sebe zapadají si uvědomíte až po skončení filmu, a část potěšení z filmu je, že si hlavolam sestavíte sami. A je tu několik scén, které jsou opravdu senzační, např. střelba v autobuse, události na urgentním oddělení, scény, kde se vyšetřovatelé snaží otřást lidmi z ulice, aby z nich něco dostali. Policejní filmy jsou tak často závislé na pouhé akci, že je potěšením najít skutečně dobrý film.